# Genetta poensis
La jineta rey (Genetta poensis) es una especie de mamífero carnívoro de la familia Viverridae.

## Distribución geográfica yhábitat
Se distribuye principalmente en pequeñas zonas del centro del África Occidental en países como Guinea Ecuatorial (isla de Bioko), Liberia, Ghana, Costa de Marfil y la República del Congo. Está adaptada a ecosistemas tropicales selváticos donde se alimenta de pequeños mamíferos, aves e insectos al igual que las demás especies de jinetas. La caza para mercados locales por su carne se considera su principal amenaza.